# Falles d'Isil

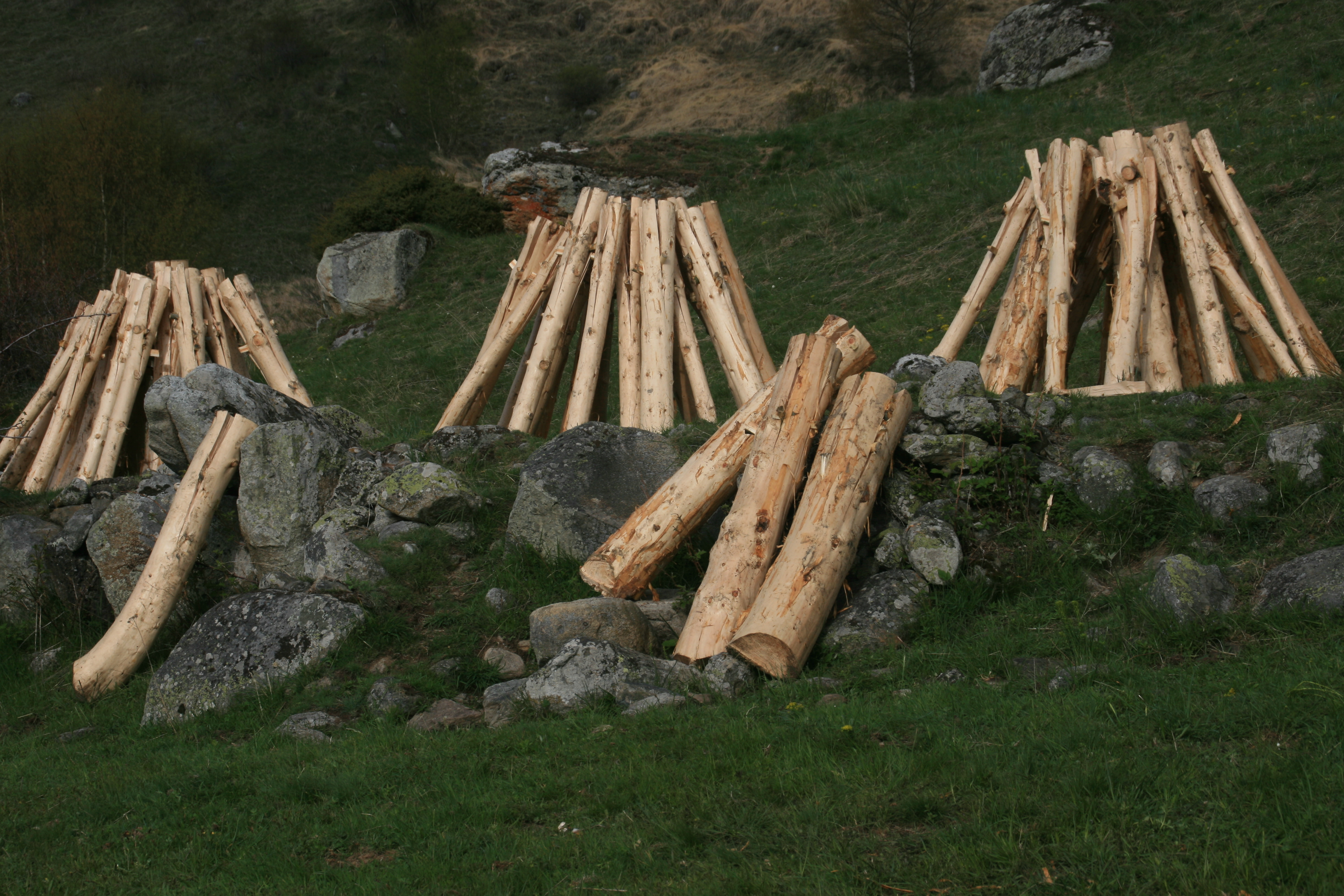
Falles preparades, esperant Sant Joan

Les Falles d'Isil és una festa que se celebra durant la nit de Sant Joan a Isil (Pallars Sobirà). Declarada Festa Patrimonial d'Interès Nacional el juny de 2010, és una cerimònia d'origen ancestral que se celebra ininterrompudament. És una festa de culte al foc en la que es baixen per la muntanya troncs encesos fins al centre del poble. La primera referència escrita sobre les falles a Isil la trobem el 1902 en una crònica sobre la Festa Major al diari “La Veu de Catalunya”. Al llarg dels anys, mentre la Festa major minvava de contingut paral·lelament al despoblament del territori, les falles han esdevingut una festa amb entitat pròpia. Al desembre de 2015, juntament amb 63 pobles pirinencs de Catalunya, Aragó, França i Andorra, les Falles d'Isil van ser declarades Patrimoni Immaterial de la Humanitat per la UNESCO dins la candidatura "Les festes del foc del solstici d'estiu als Pirineus"

## Preparació
La gent d'Isil i de la comarca comença amb els preparatius de la festa un mes abans per fer les falles. A principis del mes de maig els fallaires pugen al bosc per escollir els pins que s'han de tallar. Quan els han esporgat i tret l'escorça, tallen les falles aproximadament de metre i mig. Després asclen els troncs amb l'ajuda d'una maça i de tascons de ferro. Un cop asclats, omplen les esquerdes amb cunys de fusta per facilitar l'assecat.
Acabades totes les falles, fan la plantada. Els fallaires les agrupen en grups de 20 o 25 en posició vertical al voltant d'una falla central. D'aquesta manera el sol i l'aire circularan entre les falles facilitant que s'assequin millor. El mateix dia es talla la Falla Major, un pi sencer de gran alçada, que un cop pelat i asclat es planta a la Plaça Major, constituint el símbol més evident de la festa. Cap a les set del vespre els fallaires prenen el camí fins on van plantar les falles i les transporten a l'espatlla fins al Faro.

## El descens del foc
Quan es fa fosc, a Isil s'encén la Falla Major; és el senyal per als fallaires per començar el descens. Cada fallaire carrega la seva falla a l'espatlla i comencen a baixar per on no hi ha camí, muntanya a través i amb l'única llum que els fa la falla del davant. Alguns fallaires tomben les falles més grosses avall i les recullen on les roques les han aturat per tornar-les a tombar. El fadrí major camina en ziga-zaga suavitzant el pendent, convertint la fila de fallaires en una serp de foc que baixa la muntanya davant la mirada de la gent que espera al poble. L'espectacle dura una mica més d'una hora fins que arriben a una clariana a la part més alta del poble. És en aquest punt on s'uneixen els més petits i futurs fallaires, que comencen el descens des d'una foguera més propera a Isil.

## L'arribada dels fallaires
A la clariana, les fadrines reben als fallaires amb un got de vi, un tros de coca i un pomet de flors. A continuació comencen un recorregut pel poble aclamats per la gent i amb la melodia de la Marxa dels Fallaires de fons. La primera parada és la porta del cementiri, on fan un senyal en forma de creu amb la punta de la falla encesa. Diverses teories especulen sobre el perquè d'aquesta acció, però es pot trobar el significat en el culte als morts i a tots aquells que en el passat van participar de la festa de les Falles. Des d'aquí passen per cada plaça del poble i salten les fogueres que s'hi troben fins a la Plaça Major, el punt final del trajecte. Al peu de la falla major llencen totes les falles creant una gran foguera, al voltant de la qual ballaran 4 danses: la marxa dels fallaires, el ball de bastons, la bolangera i el ball pla. Tot seguit comença el ball de Festa Major que durarà fins que surten els primers rajos de sol.

## Imatges

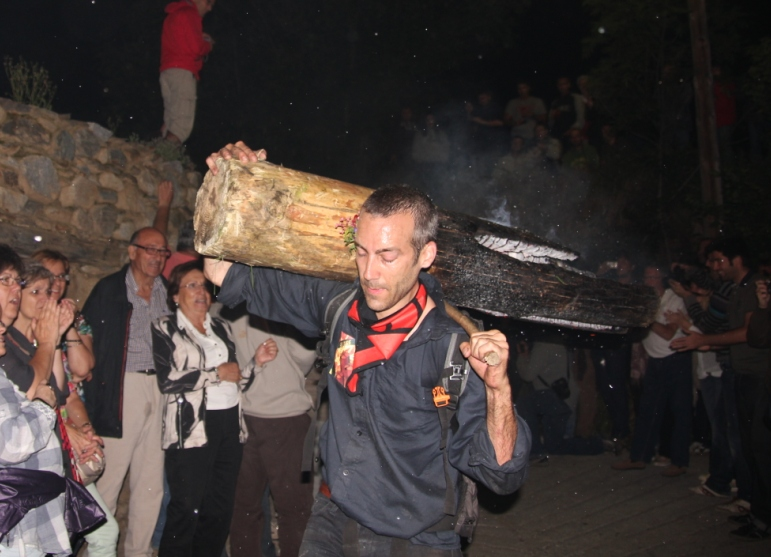
Els fallaires baixen les falles
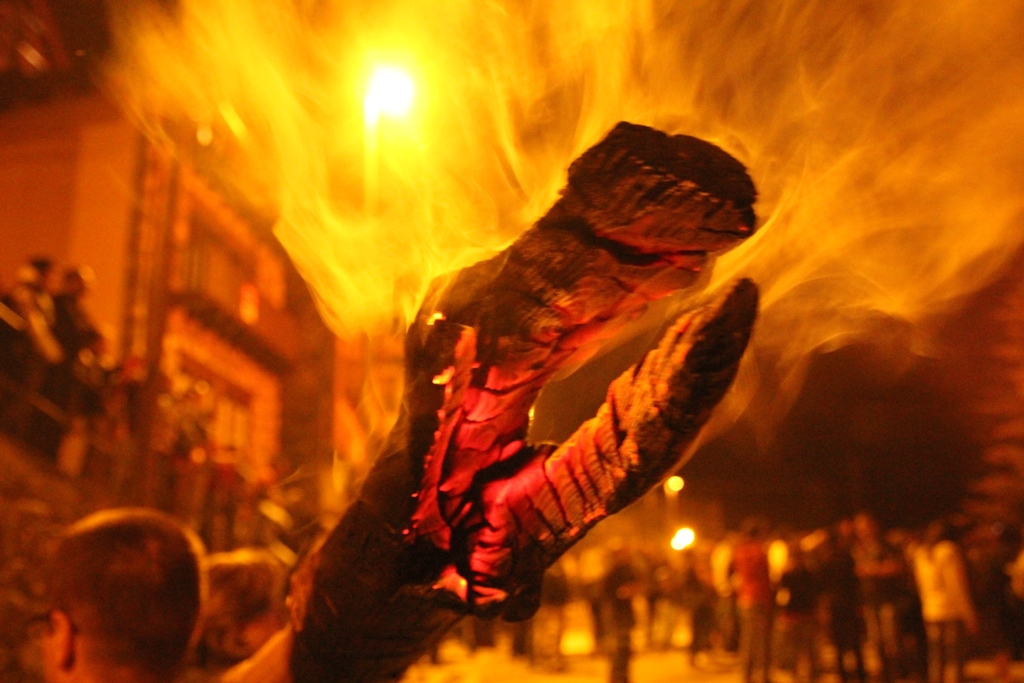
Falla encesa
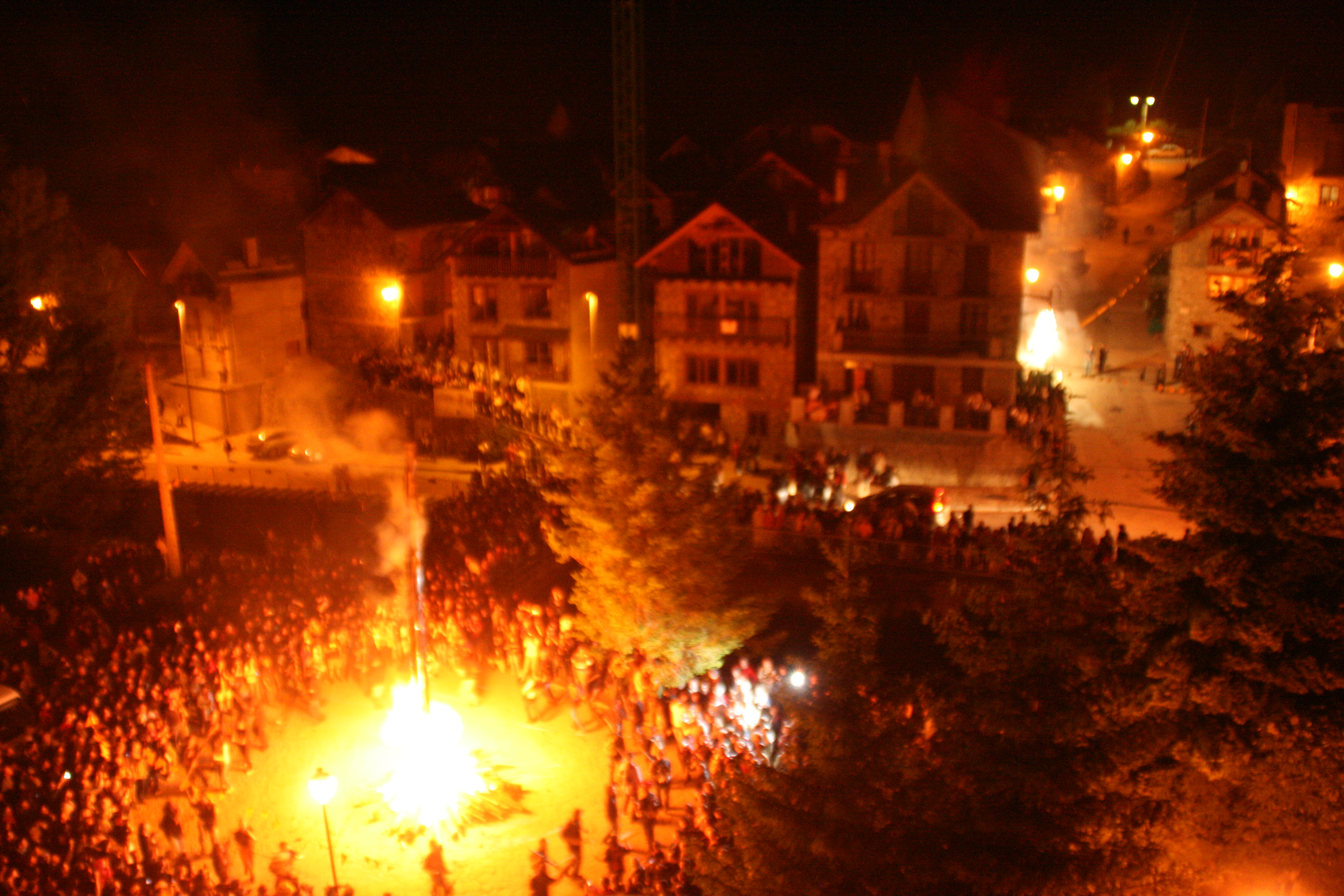
Un cop a la Plaça, comença la festa
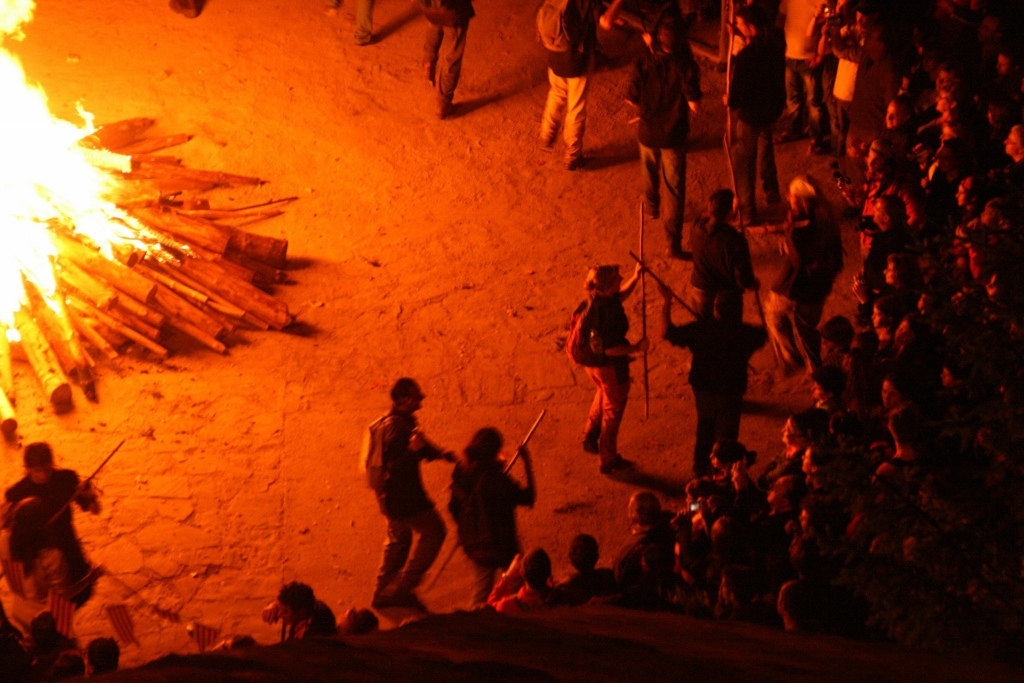
Ball dels Fallaires
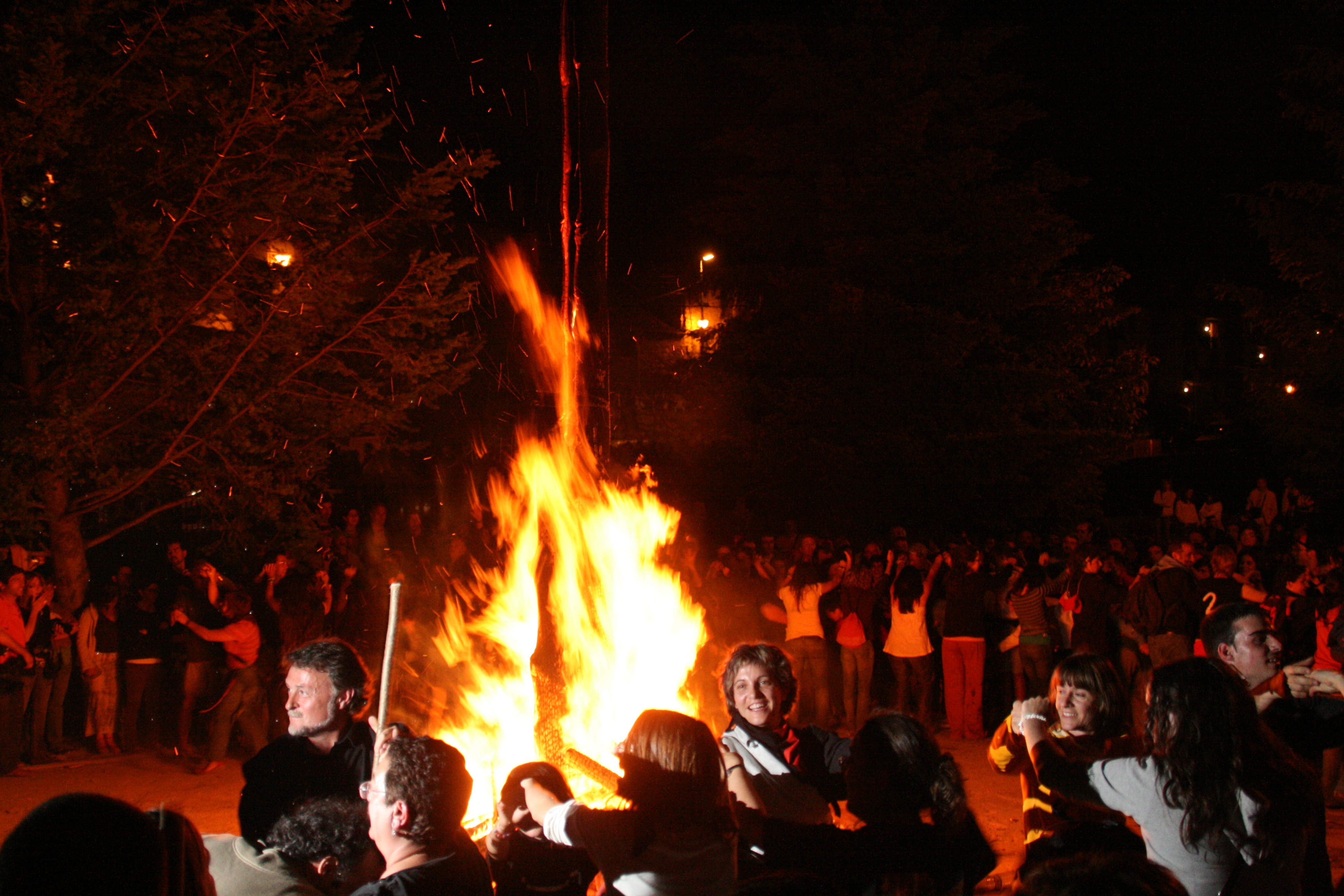
Al voltant de la Falla Major
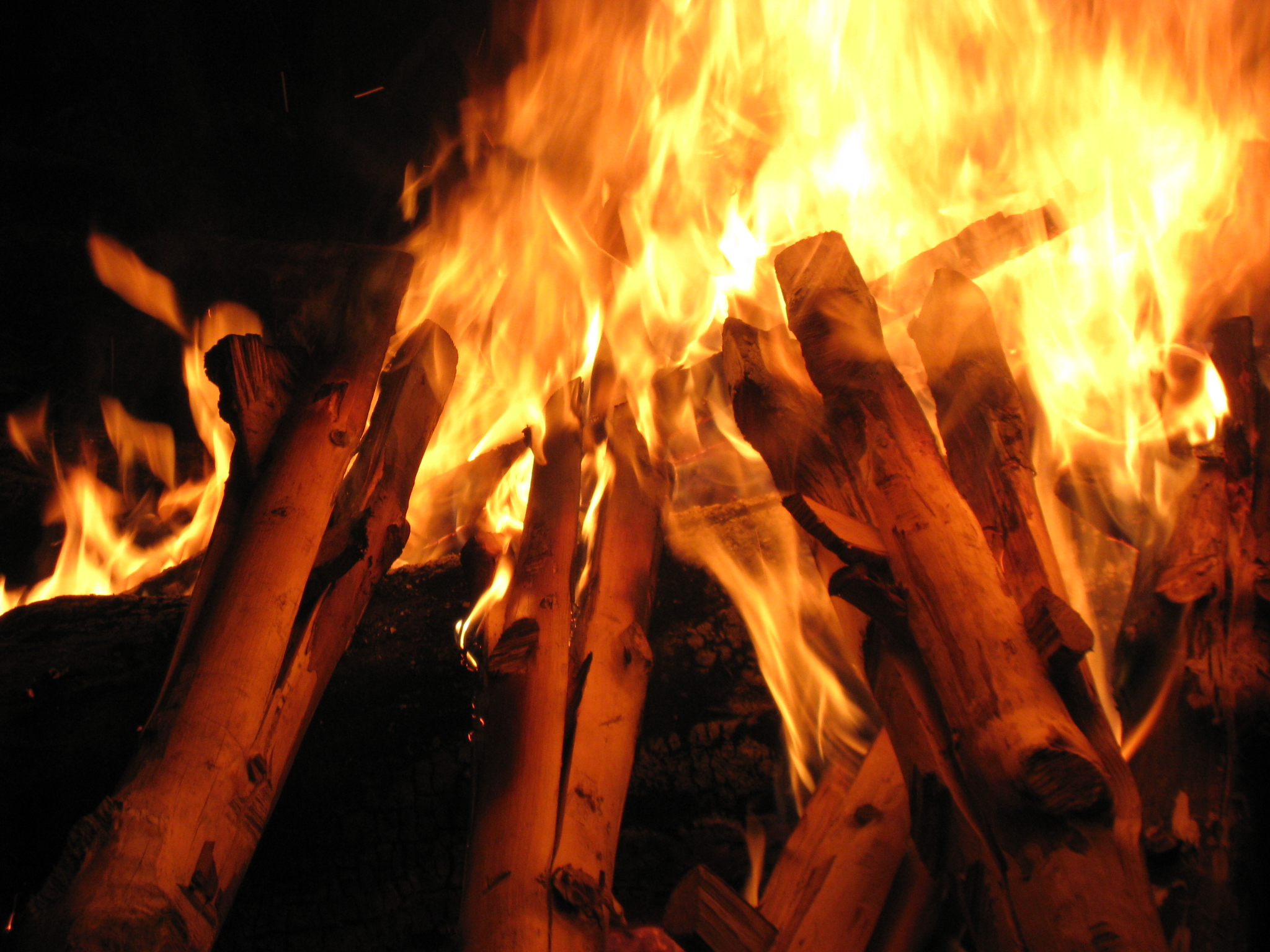
Falles cremant